# Puchar Gigantów CONCACAF
Puchar Gigantów CONCACAF (ang. CONCACAF Giants Cup) – klubowe rozgrywki piłkarskie dla najczęściej oglądanych przez kibiców klubów w regionie Ameryki Północnej i Środkowej organizowane przez CONCACAF (ang. Confederation of North, Central American and Caribbean Association Football) w 2001 roku.

## Historia
W 1991 roku CONCACAF zapoczątkowała własną wersję Pucharu Zdobywców Pucharów. Ale turniej nie miał sukcesu, tak jak rozgrywki o krajowe puchary w Ameryce Środkowej i na Karaibach prowadzone są nieregularne. W 1998 roku, po trzech kolejnych niedokończonych edycjach, turniej przestał istnieć. 
Ale trzy lata później w jego miejsce został organizowany turniej Giants Cup. W rozgrywkach uczestniczyło maksymalnie dwa zespoły z krajów CONCACAF. Kwalifikowały się kluby, mecze których są najczęściej odwiedzane na stadionach. Ale rozgrywki odbyły się tylko raz. W turnieju uczestniczyło 12 drużyn. Najpierw 8 drużyn w barażach dwumeczowych wyłoniły 4 zespoły, które dołączyły do klubów z USA (Columbus Crew, D.C. United) i Meksyki (Chivas de Guadalajara, Club América). Do półfinałów dostali się Club América, CSD Comunicaciones, D.C. United i Deportivo Saprissa. Pierwszym zwycięzcą został meksykański Club América, który pokonał w finale 2:0 amerykański D.C. United.

## Finały
| 2001 Szczegóły | Club América | 2:0 | D.C. United | Los Angeles, USA | 3 000 |

## Klasyfikacja medalowa
| Miejsce | Kraj              | Klub         | Zwycięzca | Finalista | Razem | Lata zwycięstw | Lata porażek |
| ------- | ----------------- | ------------ | --------- | --------- | ----- | -------------- | ------------ |
| 1.      | Meksyk            | Club América | 1         | 0         | 1     | 2001           |              |
| 2.      | Stany Zjednoczone | D.C. United  | 0         | 1         | 1     |                | 2001         |

## Osiągnięcia krajowe
| Miejsce | Kraj              | Zwycięzca | Finalista | Razem |
| ------- | ----------------- | --------- | --------- | ----- |
| 1.      | Meksyk            | 1         | 0         | 1     |
| 2.      | Stany Zjednoczone | 0         | 1         | 1     |